# Staci Keanan
Anastasia Love Sagorsky, también conocida como Staci Keanan (Devon, Pensilvania, 6 de junio de 1975) es una abogada, profesora de derecho y ex actriz estadounidense. Es conocida por protagonizar las series My Two Dads (1987-1990) y Step by Step (1991-1998).

## Biografía
Keanan nació en Devon, Pensilvania. Su apodo "Staci" proviene de la forma estadounidense de pronunciar su nombre ruso, Anastasia. Keanan interpretó a Nicole Bradford en la serie de televisión My Two Dads desde 1987 hasta 1990, y a la adolescente Dana Foster en Paso a paso desde 1991 hasta 1998. Antes de actuar en Paso a paso apareció en la serie de ABC Going Places.
Staci ha aparecido en numerosas películas, incluyendo Stolen Poem (2004), Nowhere (1997), como ella misma, y Ski Hard (1995). En 2006 coprotagonizó Hidden Secrets como Rachel Wilson. Keanan aparecerá en Holyman Undercover en 2008 y Death and Cremation como  Becky Weaver en (2010).

## Filmografía
| Año  | Título              | Rol           | Notas                                           |
| ---- | ------------------- | ------------- | ----------------------------------------------- |
| 1990 | Lisa                | Lisa          | Título alternativo: Candlelight Killer          |
| 1994 | Skooled             |               | Corto                                           |
| 1995 | Ski Hard            | Annie Meyers  | Títulos alternativos: Downhill Willie, Ski Nuts |
| 1995 | The Red Coat        | Mary          | Corto                                           |
| 1997 | Nowhere             | Ever          | [ 2 ] [ 3 ]                                     |
| 2004 | Stolen Poem         | Jamie         | Corto                                           |
| 2006 | Hidden Secrets      | Rachel Wilson |                                                 |
| 2009 | Sarah's Choice      | Denise        |                                                 |
| 2010 | Holyman Undercover  | Carmen        |                                                 |
| 2010 | You Again           | Dana          |                                                 |
| 2010 | Death and Cremation | Becky Weaver  |                                                 |

| Año       | Título                                       | Rol               | Notas                                    |
| --------- | -------------------------------------------- | ----------------- | ---------------------------------------- |
| 1987      | I'll Take Manhattan                          | Angelica Cipriani | Miniserie Acreditada como Anastasia Love |
| 1987–1990 | My Two Dads                                  | Nicole Bradford   | 60 episodios                             |
| 1990      | Casey's Gift: For Love of a Child            | Kathy Stilwell    | Película de televisión                   |
| 1990-1991 | Going Places                                 | Lindsay Bowen     | 22 episodios                             |
| 1991-1998 | Step by Step                                 | Dana Foster       | 159 episodios                            |
| 1996      | Boy Meets World                              | Dana Foster       | Episodio: "The Happiest Show on Earth"   |
| 1997      | Lois & Clark: The New Adventures of Superman | Becky Samms       | Episodio: "I've Got You Under My Skin"   |
| 1998      | Cybill                                       | Lacy              | Episodio: "Fine Is Not a Feeling"        |
| 1998      | Diagnosis: Murder                            | Cindy Garrett     | Episodio: "Till Death Do Us Part"        |